# Gruzijski narodni muzej
Gruzijski narodni muzej (gruzijsko: საქართველოს ეროვნული მუზეუმი, translit.: Sakartvelos erovnuli muzeumi) je bil ustanovljen konec leta 2004 z odlokom predsednika in je danes največji muzejski kompleks v državi. Njegov izvor sega v ustanovitev Muzeja kavkaškega oddelka Ruskega kraljevega geografskega društva leta 1852. Združuje več vodilnih muzejev v Gruziji.
Ustanovitev gruzijskega narodnega muzeja velja za začetek strukturnih, institucionalnih in pravnih reform na področju kulturne dediščine. Reforma predvideva uvedbo sodobnih sistemov upravljanja in vzpostavitev homogenega sistema upravljanja. Ta pobuda je namenjena oblikovanju skladne muzejske politike, izboljšanju varnostnih pogojev za ohranjene zbirke, krepitvi izobraževalne politike na muzejskem področju in usklajevanju akademskih in muzejskih dejavnosti.
Gruzijski narodni muzej vključuje upravljanje naslednjih muzejev:
- Gruzijski muzej Simona Janašia, Tbilisi
- Zgodovinski muzej Samche-Javaheti, Ahalcihe
- Etnografski muzej na prostem, Tbilisi
- Umetnostni muzej Gruzije, Tbilisi in njegove podružnice
- Muzej sovjetske okupacije (Tbilisi)
- Muzej-rezervat za zgodovino in arheologijo v Dmanisiju
- Muzej-rezervat za arheologijo, Vani
- Zgodovinski muzej Tbilisija, Tbilisi
- Muzej zgodovine in etnografije Svanetija, Mestia
- Inštitut za paleobiologijo, Tbilisi [2][3]
- Muzej Sighnaghi, Sighnaghi

Gruzijski narodni muzej predstavlja mednarodno pomembne umetniške zbirke in dinamične, spreminjajoče se razstave, ki občinstvu nudijo navdih in znanje o čudovitem svetu kulture, umetnosti, znanosti in izobraževanja. Dokazi o najstarejšem človekovem obstoju v Evraziji so prikazani skupaj s srednjeveško krščansko umetnostjo, osupljivim zlatim in srebrnim nakitom iz starodavne dežele Kolhide,  modernimi in sodobnimi slikami gruzijskih umetnikov ter mojstrovinami orientalskih, zahodnoevropskih in ruskih del dekorativne umetnosti.